# Toke Kutaye
Toke Kutaye (ou Toke Kutayu ; en oromo : Tokkee Kuttaayee) est un woreda du centre-ouest de l'Éthiopie situé dans la zone Ouest Shewa de la région Oromia. Il a 119 999 habitants en 2007 et son centre administratif est Guder (en).
Détaché de l'ancien woreda Ambo avant le recensement de 2007,
Toke Kutaye est limitrophe de la zone Sud-Ouest Shewa et entouré dans la zone Ouest Shewa par Mida Kegn au nord, Ambo Zuria à l'est, Tikur Enchini au sud-ouest et Cheliya à l'ouest,.
La ville de Guder, ou Gouder, est à une douzaine de kilomètres d'Ambo sur la route en direction de Nekemte, à l'endroit où cette route traverse la rivière Guder. Toke se trouve une trentaine de kilomètres plus à l'ouest sur la même route.
Le recensement national de 2007 fait état pour Toke Kutaye d'une population totale de 119 999 habitants dont 13 % de citadins.
La population urbaine se compose de 14 742 habitants à Guder et 1 210 habitants à Toke.
Près de la moitié des  habitants du woreda (49 %) sont  orthodoxes, 33 % sont protestants et 16 % sont de religions traditionnelles africaines.
En 2022, sa population est estimée à 178 562 personnes avec une densité de population de 247 personnes par km2 et 724 km2 de superficie.